# Sigar
Sigar fue un caudillo vikingo, monarca de Götaland (Gothland), según la saga Völsunga, reinó hacia el siglo V, periodo que corresponde a la era de Vendel. En Skáldskaparmál se le identifica como caudillo del clan de los Siklings, hijo de Halfdan el Viejo y vinculado familiarmente con Siggeir, otro rey gauta. Hversu Noregr byggðist especifica que Sigar era sobrino del Siggeir.

## Sagas y leyendas
En las fuentes de la mitología nórdica, aparecen tres personajes con el nombre de Sigar, relacionados con la leyenda de Sigurd, el matador de dragones. Uno de ellos aparece como amigo de Helgi Hjörvarðsson y los otros dos aparecen como protagonistas de otras fuentes.
Snorri Sturluson menciona en su Skáldskaparmál que los dos Sigar pertenecen al clan de los Sikling, y ambos estaban familiarmente vinculados a Siggeir, el infame rey de los gautas en la  saga Völsunga:
<…>el noveno, Sigarr, de ahí vienen los Sikling: esto es la casa de Siggeirr, quien era yerno de Völsungr, y de la casa de Sigarr, quien ahorcó a Hagbardr.
Aparece también un Sigar como hijo de Odín, padre de Rer Sigarsson (n. 655) y por lo tanto abuelo de Volsung Rersson (n. 680).

## Hversu Noregr byggðist
Hversu Noregr byggðist menciona que Sigar tuvo dos hijos, Siggeir y Sigmund, quien tuvo a su vez a Sigar (el verdugo de Hagbard). Siggeir es el rey de los gautas que mató a Völsung y a nueve de sus hijos. El joven Sigar es quien secuestró a una de las hijas de Haki y mató a una segunda hija según la saga Völsunga y ahorcó a Hagbard, datos que coinciden en Skáldskaparmál y Gesta Danorum (Libro 7) de Saxo Grammaticus. Este hecho también aparece en Háleygjatal y en Ynglingatal.

## Gesta Danorum
Gesta Danorum (Libro 7), cita a Sigar y una hija llamada Signý. Sigar tiene una deuda de sangre con el hermano de Haki, Hagbard, y descubre por una sirvienta que Hagbard tiene una aventura con Signý por lo que decide ejecutar a Hagbard en la horca. Signý prende fuego a su casa y sucumbe entre las llamas mientras Hagbard muere ahorcado. Sigar intenta en vano salvar a ambos pero no lo logra a tiempo, su único consuelo es enterrar viva a la traicionera sirvienta. 
Gesta Danorum no coincide con otras fuentes que presentan a Sigar como hijo de Sywaldus, quien era hijo de Yngwin, un rey de los gautas que llegó a ser rey de Dinamarca.